# Cécile Lazzarotto
Pour les articles homonymes, voir Lazzarotto.
Cécile Lazzarotto, née le 7 avril 1985 est une coureuse cycliste française. Spécialiste du BMX, elle est notamment médaillée de bronze au championnat du monde 2006.

## Palmarès en BMX

### Championnats du monde
- São Paulo 2006
  -  Médaillée de bronze du BMX

### Championnats d'Europe
- 2006
  -  Médaillée de bronze du BMX
  -  Médaillée de bronze du BMX cruiser